# The Sky Crawlers
The Sky Crawlers (スカイ・クロラ, Sukai Kurora) est une série littéraire japonaise de Hiroshi Mori. La série est adaptée en 2008 par Mamoru Oshii en film d'animation puis en jeu vidéo de combat aérien pour Wii.

## Romans
The Sky Crawlers est une série de six romans écrits par Hiroshi Mori. Une traduction française par les éditions Glénat Roman a été faite pour deux d'entre eux.
Sorties par publication :
- The Sky Crawlers, 2001
- None But Air, 2004
- Down to Heaven, 2005
- Flutter into Life, 2006
- Cradle the Sky, 2007
- Sky Eclipse, 2008

Le premier tome sorti en 2001, The Sky Crawlers, correspond chronologiquement au dernier tome de la série.

### The Sky Crawlers
The Sky Crawlers est le roman de la série publié en juin 2001 mais l'avant-dernier dans la chronologie de la série. Il est sorti en France en septembre 2010.
Quatrième de couverture : Après la guerre, le monde connaît la paix. Pourtant des sociétés militaires privées se livrent à des combats spectaculaires rendus possibles par des jeunes prodiges doués de facultés au combat exceptionnelles, ainsi que de mystérieux souvenirs.
Yuhichi Kannami est pilote de chasse. Il appartient à cette nouvelle race de guerrier, cette nouvelle race humaine. Son quotidien consiste à monter dans des avions, son travail à tuer des gens. De cette main qui a tué des hommes, il joue au bowling et mange des hamburgers.
Fraîchement transféré sur la base aérienne de la compagnie militaire privée Rostock, Kannami découvre un monde bien réglé, où les missions se succèdent et se ressemblent, et où risquer sa vie fait partie de la routine. Mais petit à petit, ce pilote si “jeune”, pour qui la guerre est un métier comme un autre, sera amené à questionner la réalité qui l’entoure. Qu’est-il arrivé à son prédécesseur ? Quels secrets cache sa supérieure, la froide et mystérieuse Suito Kusanagi ? Quelle est la raison de ce conflit qui semble vouloir durer éternellement?
"C'était comme si un autre moi, plus belliqueux, se logeait quelque part, aux alentours de ma main droite, celle qui tenait le manche. J'aurais voulu faire un carnage, vitupérait-elle."
À savoir : La fin du roman est totalement différente de celle de l'anime, ainsi qu'un nombre relatif d'évènements.

### None But Air
None But Air est le premier volume dans la chronologie de la série. Il est sorti au Japon en juin 2004 et le 16 mars 2011 en France.
Résumé : 
Le roman raconte les débuts de Suito Kusanagi, lorsqu'elle n'était qu'une jeune pilote et que le Professeur travaillait encore pour la société Rodstock. Lorsque Suito Kusanagi rencontre le Professeur, légende vivante des combats aériens, elle est immédiatement fascinée. Pour la première fois de sa vie, cette pilote solitaire et surdouée, qui n’aime que les avions et ne vit que pour voler, s’intéresse à une autre personne qu’elle. Mais le rapprochement s’annonce compliqué entre ces deux francs-tireurs aussi taciturnes et énigmatiques l’un que l’autre. Ce roman prend place avant « The Sky Crawlers ».

## Film d'animation
Il s'agit d'un long-métrage japonais produit en 2008.
L'histoire suit une jeune recrue (Yuichi Kannami) dans un escadron de chasse dans un monde alternatif.
Ce dernier connaissant une paix durable, des sociétés militaires se font la guerre afin que l'humanité n'oublie pas ce que peut valoir la paix. Les pilotes sont pour la plupart des jeunes ne pouvant pas vieillir, restant adolescent toute leur vie.
L'animé alterne entre la vie quotidienne des pilotes, leurs doutes et interrogations et les combats aériens. L'ennemi suprême se nomme "Le professeur", un pilote réputé invincible possédant un avion avec une tête de panthère noire dessinée sur la carlingue.
Le monde étant alternatif, les appareils sont inspirés des prototypes japonais de la fin de la seconde guerre mondiale, tels que le Kyushu J7W1 (震電, "Éclair magnifique") ou pour l'avion du "Professeur", d'un mix entre le Focke-Wulf Ta 152 allemand et de la voilure en aile en mouette inversé du bombardier embarqué Aichi B7A Ryusei (Étoile Filante).
Le rythme général du film est quant à lui assez lent à l'exception des scènes de dogfight aux effets graphiques époustouflants, évoquant le rythme de vie des pilotes; lent, monotone et angoissant, presque contemplatif, trompant l'ennui dans l'attente interminable de l'ordre paradoxalement aussi libérateur que redouté du décollage, puis dangereusement survolté quand vient le moment du scramble, pour être finalement surpris par la mort, le plus souvent avant même de l'avoir senti arriver, que ce soit par un missile, un tir de DCA, sous la forme d'une rafale bien placée ou d'un accident au moment du décollage, du ravitaillement en vol, d'une collision lors du vol en formation ou de l'atterrissage, le plus souvent lié à une fraction de seconde d'inattention.
Le film est récompensé du prix Mainichi du meilleur film d'animation en 2008.

## Jeu vidéo
The Sky Crawlers: Innocent Aces (litt. « As innocents ») est un jeu de simulation de combat aérien développé par Namco Bandai Games. Le jeu est sorti le 16 octobre 2008 au Japon, exclusivement sur Wii.
L'équipe de développeurs qui se cache derrière les fameux Ace Combat nous revient avec une nouvelle simulation de combats aériens sur Wii. The Sky Crawlers s'inspire du film de Mamoru Oshii pour nous plonger dans une guerre absurde qui ne dit pas son nom. Deux firmes privées s'affrontent ainsi pour divertir les foules en mal d'adrénaline. Votre but est bel et bien d'assurer le spectacle mais aussi et surtout de sauver votre peau et celle des autres membres de votre escouade. Innocent Aces met en scène des combats aériens entre la Société Rostock et la Société Lawtern. Le jeu reprend les personnages et l'univers du dessin animé, mais il est censé se passer avant celui-ci. Même si le scénario et les séquences cinématiques dévoilant l'histoire sont importants, le jeu est essentiellement constitué de duels aériens.
C'est le magazine Famitsu qui a révélé que l'équipe de Namco Bandai ayant développé la série des Ace Combat se penchait sur l'adaptation du film d'animation en jeu vidéo.